# Улуханов, Александр Иванович
Александр Иванович Улуханов (1875—1941, Львов) — оперный певец (бас) и режиссёр.

## Биография
Вокалу обучался в Москве у Ф. П. Андриевского. Выступал на разных оперных сценах в разных российских городах. В 1906 году в Москве организовал театр «Комической оперы». В 1907 пел в московской Опере С. Зимина; в 1909 солист московской Частной русской Оперы. Дальше работал с разными антрепризами в различных городах: Казань, Саратов, Киев, Тифлис, Баку, Одесса, Санкт-Петербург, в 1910 гастролировал в составе антрепризы М. Максакова по городам Сибири и Дальнего Востока. Современники отмечали его вокальное мастерство и яркий артистизм.

## Актёрская деятельность
Репертуар включает множество партий: Молла-Абдерассуля — 1-й исполнитель («Чёрный тюрбан»), Онуфрия («Дни нашей жизни»); Пастора («Потонувший колокол»); Пимена, Рангони и Варлаама («Борис Годунов»); Мельника («Русалка» А. Даргомыжского), Ивана Хованского, Гудала («Демон» А. Рубинштейна), Мефистофеля («Фауст»), Варяжского гостя («Садко»); среди других ролей — Скоморох, Скула, Агафон, Томский; Мазетто, Дон Бартоло, Джакомо, Сен-Бри, Риголетто, Цунига, Бургомистр, Санчо Панса.
Записал грампластинку: Песня Еремки («Вражья сила») в Москве («Граммофон», 1910).

## Режиссёрская деятельность
Наряду с актёрскими выступлениями вел режиссёрскую работу в Киеве (1910— 13 и 1925—26), Петербурге (Театр музыкальной драмы и Народный дом). В 1925—26 — главный режиссёр в Свердловском оперном театре (поставил «Сказку о царе Салтане» и «Вертера»), в 1930-х гг. режиссёр «Русской оперы» в Париже (поставил «Бориса Годунова», «Князя Игоря» и др.).
Является первым постановщиком опер: «Чёрный тюрбан» (1912), «Дни нашей жизни» (совместно с Ц. Урбаном, 1913), «Искры» И. Ройзентура (Киев, 1925); («Добрый Никитич» (Петроград, 1916); «Дон Карлос» (1917); «Орлиный бунт» (Киев,1926).
Другие постановки — «Лукреция» (1912), «Садко», «Пиковая дама», «Фауст», «Кармен», «Аида», «Царь и плотник», «Лоэнгрин».
С 1928 вел педагогическую деятельность в Киеве.
Жена — Лидия Улуханова, оперная певица, педагог.